# 住田将
住田 将（すみだ しょう、1999年8月19日 - ）は愛知県名古屋市出身のサッカー選手。FC大阪所属。ポジションはMF。

## 略歴
小学生時代から高校の途中まで名古屋グランパスのアカデミーに所属していた。U-18チームに所属していた2017年に青森山田高校に転入。同年、全国高等学校サッカー選手権大会に出場した。高校卒業後は東京学芸大学に進学し、サッカー部でプレーした（同期に武沢一翔）。
2021年10月1日、2022年シーズンからの松本山雅FC加入内定、並びに特別指定選手承認が発表された。
2022年3月20日、J3リーグ第2節のYSCC横浜戦でJデビュー。4月17日、第6節のFC岐阜戦で初ゴールを決めた。
2024年末で松本との契約が満了。
2025年、FC大阪に加入。

## 所属クラブ
- FCホッツ
- 愛知フットボールクラブU-12・C
- 名古屋グランパスU-12
- 名古屋グランパスU-15
- 名古屋グランパスU-18
- 青森山田高校
- 東京学芸大学
  - 2021年10月 - 同年12月  松本山雅FC（特別指定選手）
- 2022年 - 2024年  松本山雅FC
- 2025年 -   FC大阪

## 個人成績
| 国内大会個人成績 | 国内大会個人成績 | 国内大会個人成績 | 国内大会個人成績 | 国内大会個人成績 | 国内大会個人成績 | 国内大会個人成績 | 国内大会個人成績 | 国内大会個人成績 | 国内大会個人成績 | 国内大会個人成績 | 国内大会個人成績 |
| 年度             | クラブ           | 背番号           | リーグ           | リーグ戦         | リーグ戦         | リーグ杯         | リーグ杯         | オープン杯       | オープン杯       | 期間通算         | 期間通算         |
| 年度             | クラブ           | 背番号           | リーグ           | 出場             | 得点             | 出場             | 得点             | 出場             | 得点             | 出場             | 得点             |
| 日本             | 日本             | 日本             | 日本             | リーグ戦         | リーグ戦         | リーグ杯         | リーグ杯         | 天皇杯           | 天皇杯           | 期間通算         | 期間通算         |
| ---------------- | ---------------- | ---------------- | ---------------- | ---------------- | ---------------- | ---------------- | ---------------- | ---------------- | ---------------- | ---------------- | ---------------- |
| 2022             | 松本             | 36               | J3               | 20               | 3                | -                | -                | 1                | 0                | 21               | 3                |
| 2023             | 松本             | 36               | J3               | 29               | 0                | -                | -                | -                | -                | 29               | 0                |
| 2024             | 松本             | 8                | J3               | 12               | 0                | 2                | 1                | -                | -                | 14               | 1                |
| 2025             | FC大阪           | 14               | J3               |                  |                  |                  |                  |                  |                  |                  |                  |
| 通算             | 日本             | 日本             | J3               | 61               | 3                | 2                | 1                | 1                | 0                | 64               | 4                |
| 総通算           | 総通算           | 総通算           | 総通算           | 61               | 3                | 2                | 1                | 1                | 0                | 64               | 4                |

- 2021年 特別指定選手としての公式戦出場無し

出場歴
- Jリーグ初出場 - 2022年3月20日 J3第2節 Y.S.C.C.横浜戦 (ニッパツ三ツ沢球技場)
- Jリーグ初得点 - 2022年4月17日 J3第6戦 FC岐阜戦 (岐阜メモリアルセンター長良川競技場)

## 選抜歴
- 2013年　U-15日本代表[8]
- 2015年　U-16日本代表[9]

## タイトル
個人
- 関東大学サッカーリーグ戦2部・ベストイレブン: 2021